# Fritz Hoeber
Fritz Hoeber (* 30. Januar 1885 in Frankfurt am Main; † 11. Januar 1921 ebenda) war ein deutscher Kunsthistoriker und Architekturkritiker.

## Leben
Hoeber erwarb die Hochschulreife am Goethe-Gymnasium seiner Vaterstadt. Danach studierte er in Karlsruhe, Berlin (bei Heinrich Wölfflin und August Kalkmann) und Straßburg. 1906 promovierte er bei Georg Dehio und Clemens Baeumker an der Kaiser-Wilhelms-Universität zu Straßburg mit der Schrift Orientierende Vorstudien zur Systematik der Architekturproportionen auf historischer Grundlage zum Dr. phil. In seinen zahlreichen Veröffentlichungen, die zwischen 1905 und 1921 erschienen, behandelte er insbesondere Probleme der Baukunst. Auch schrieb er Kunst- und Architekturkritiken. Bekannt wurde er 1913 durch eine erste Monografie über Peter Behrens. Im Jahrbuch des Deutschen Werkbundes publizierte er 1914 einen Beitrag über Städtebau und Verkehr. Im Ersten Weltkrieg war er zunächst in Serbien eingesetzt, ehe er in Tournai Hochschulkurse organisierte, deren Programmatik er 1918 in der Schrift Fronthochschulen als Volkshochschule umriss. Durch die Öffnung für das nichtakademische Publikum zeigten viele dieser Veranstaltungen eine Nähe zur Idee der Freien Hochschulen, die in den skandinavischen Ländern und den Vereinigten Staaten verbreitet war, ebenso wie zu den Bestrebungen der Kunst- und Lebensreform zur Einbindung der Kunst in den Alltag. Nach dem Weltkrieg war er als Privatdozent für Kunstgeschichte an der Königlichen Universität zu Frankfurt am Main tätig.